# Petra Kandarr
Petra Kandarr (geb. Vogt; * 20. August 1950 in Halle; † 11. März 2017 in Karlsruhe) war eine deutsche Sprinterin, die für die DDR startete.

## Leben
Bei den Europameisterschaften 1969 in Athen wurde sie als 19-jährige Oberschülerin dreifache Europameisterin über 100 Meter, 200 Meter und in der 4-mal-100-Meter-Staffel (zusammen mit Bärbel Podeswa, Renate Meißner, Regina Höfer). Dafür wurde sie zur DDR-Sportlerin des Jahres gewählt und mit dem Vaterländischen Verdienstorden in Silber ausgezeichnet.
Bei den Europameisterschaften 1971 in Helsinki wurde sie Siebte über 100 Meter und gewann in der 4-mal-100-Meter-Staffel mit der Mannschaft der DDR die Silbermedaille. Nach ihrer Heirat 1972 unter dem Namen Kandarr startend, gewann sie bei den Halleneuropameisterschaften 1973 in Rotterdam Silber über 60 Meter und wurde bei den Europameisterschaften 1974 in Rom Achte über 200 Meter.
Petra Kandarr war 1,73 m groß und wog in ihrer aktiven Zeit 62 kg. Sie gehörte dem SC Chemie Halle an und trainierte bei Sepp Breitschaft. Nach dem Abschied vom Sport studierte sie Pädagogik und arbeitete als Lehrerin in der Kinder- und Jugendsportschule Halle (Saale).
Sie war verheiratet mit Lutz Kandarr und lebte seit 1991 in Karlsruhe. Die ehemalige Profi-Tennisspielerin und Teilnehmerin an den Olympischen Spielen 2000 in Sydney Jana Kandarr ist ihre Tochter. Petra Kandarr starb im März 2017 im Alter von 66 Jahren in Karlsruhe.

## Persönliche Bestleistungen
- 100 m: 11,0 s, 20. Juli 1973, Dresden
- 200 m: 22,4 s, 21. Juli 1973, Dresden